# Liste des saints géorgiens
Pour les articles homonymes, voir Liste des saints.
Aujourd'hui, la plupart des saints géorgiens ou d'origine géorgienne sont des martyrs. Ils ont vécu du IIe siècle après Jésus-Christ jusqu'au XXe siècle de notre ère.
Les saints André et Georges ne sont ni géorgien, ni d'origine géorgienne mais étant donné que l'un évangélisa la Géorgie et l'autre devint si populaire (si saint Georges est si vénéré en Géorgie, c'est parce que les premiers chrétiens d'Ibérie comparèrent le saint avec Armaz, le dieu des dieux et de la Lune des Géorgiens) qu'il laissa son nom au pays (Georges devint Géorgie).
Les saints sont inscrits ci-dessous selon leur ordre alphabétique :
- Haut – A
- B
- C
- D
- E
- F
- G
- H
- I
- J
- K
- L
- M
- N
- O
- P
- Q
- R
- S
- T
- U
- V
- W
- X
- Y
- Z

## A
- Saint Abo de Tbilissi, (750-786) (21 janvier)
- Saint Achot le Grand, 786 - 829 (11 février)
- Saint Alexis Chouchania, (1852-1923) (31 janvier)
- Saint Antoine l'Ermite de Géorgie, VIe siècle (1er février)
- Saint Arsène d'Ikaltho, ? - 1127 (6 février)
- Saint Artchil Ier le Martyr (21 juin)

## B
x

## C
x

## D
- Saint David IV de Géorgie (26 janvier).

## E
x

## F
x

## G
x

## H
x

## I
x

## J
x

## K
x

## L
- Saint Louarsab II de Karthli (21 juin).

## M
x

## N
x

## O
x

## P
x

## Q
x

## R
x

## S
x

## T
- sainte Tamar, "roi" de Géorgie.

x

## U
x

## V
x

## W
x

## X
x

## Y
x

## Z
x